# Lady's Holm
Lady's Holm är en ö i Storbritannien.   Den ligger i kommunen Shetlandsöarna och riksdelen Skottland, i den norra delen av landet, 900 km norr om huvudstaden London. Arean är 0,27 kvadratkilometer.
Terrängen på Lady's Holm är mycket platt. Öns högsta punkt är 14 meter över havet. Den sträcker sig 0,9 kilometer i nord-sydlig riktning, och 0,5 kilometer i öst-västlig riktning.